# Vodacom Best of the Best (All Stars)
Vodacom Best of the Best All Stars est la version congolaise de l'émission de télé-réalité Pop Idol, faisant suite à Vodacom Best of the Best n'ayant que deux saisons et à Vodacom Superstar n’ayant eu pour sa part que trois saisons et marquant le début de la grande aventure. Ce programme culturel a réussi à favoriser la carrière musicale de nombreux jeunes artistes, comme les préparer aux enjeux du métier voulu et à la visibilité devant un public large,. La dernière édition a eu lieu en septembre 2022 et a été remportée par Jacob Jay, le candidat de la ville province de Kinshasa.

## Principe
L'émission voit défiler plusieurs candidats qui commencent leur parcours par les auditions devant les membres du jury qui procèdent à la présélection. Le candidat ainsi sélectionné affronte ses adversaires au cours d’une succession de prestation pour arriver à la finale où le jury donne son dernier avis et le public manifeste son choix sur les votes par SMS via le réseau Vodacom Congo.
Ce programme entre dans le cadre des projets de l'entreprise dans la promotion de nouveaux talents dans divers domaines (musique, danse, sport...) à l'exemple de Vodacom Kata Dance et Miss Vodacom conduit par Pygma  communication sous la direction de Alain Yav.

## Participations
Auparavant Vodacom Superstar, le grand show est organisé une fois l’an, mais depuis le changement de nom à Vodacom Best of the Best, les organisateurs ont préféré espacer deux années pour faire de cet événement biennal. C’est depuis l’an 2010 que Vodacom Congo a initié cette série de concours. Plusieurs artistes défilent pour étaler leurs talents au cours de différentes saisons de ce grand show face à un public très enthousiaste.
La participation du public se fait à deux volets, le vote par SMS à chaque étape de l’évolution du concours et l’assistance dans la salle de spectacles. Chaque candidat reçoit en espèce une somme supérieure à 1 000 dollars américains selon son stade d’évolution. Le vainqueur enfin bénéficie d’une grosse somme et d'une production musicale avec le label Bomayé Musik depuis 2017,.

### Résumé des saisons

#### Saison 1 (2010)
Parrainée par Akon, Vodacom Superstar (première édition) est marqué par de nombreux talents qui ont su donner du goût à cet événement culturel d’envergure nationale avec la chanson « Congo na Biso ». L’artiste Innoss'B, alors âgé de 13 ans, est sacré vainqueur du concours,.

#### Saison 2 (2011)
La saison 2 tout comme la première est animée par Jacky Ndala. La couronnée est alors Sarah Kalume qui réalise un morceau de musique en featuring avec la star Akon, également parrain de l’événement sous le label Akonik.

#### Saison 3 (2012)
La saison 3 connait un nouveau présentateur, Marius Muhunga, jugée ne pas être au même niveau que les précédentes, elle est marquée par la fin du contrat pour Vodacom Superstar avec Akon qui, assiste une fois encore à la finale comme ce fut en 2010 lors de la première édition. Le vainqueur est Jackson Paluku qui enregistre également un titre avec la star.

#### Saison 4 (2013)
La quatrième édition du concours, quant à elle, marque le début de Vodacom BOB (première édition) avec un nouveau visage dans la présentation, Abdoul Kaba. Et c’est José Hendrix, fils du professeur Ndelo qui en remporte le prix.

#### Saison 5 (2015)
Le vainqueur de la saison 5 est Useni Kapita dit « Papy Kero », lors d’une finale l’opposant à 4 autres candidats finalistes.

#### Saison 6 (2017)
C’est au cours de cette saison que le grand show est rebaptisé Vodacom BOB All Stars (première édition) donnant la possibilité aux anciens candidats déchus des éditions passées de revenir tenter encore leur chance, comme l’artiste Gaz Mawete qui avait fait sa participation à la deuxième saison de l'aventure et qui connait du succès auprès du public congolais lors de cette édition. Il est le vainqueur du challenge avec sa chanson fétiche « Pika » face à six autres finalistes, dont Voldie Mapenzi qui avait aussi déjà participé à la saison de 2010.

#### Saison 7 (2019)
L’édition de 2019 est marquée par la mythique chanson « Pesa Makambo » de Jaysix Abdallah, vainqueur de la finale,.

#### Saison 8 (2022)
Cette saison de Vodacom best of the best remplis d’émotion, elle caractérisée les candidats de la génération V, pendant deux mois.
Et le vainqueur de la Génération V est le candidat numéro 12 de Kinshasa Jacob Jay, en deuxième position nous avons le candidat numéro 1, au nom d’Empire Jovens de la province du Nord Kivu, la troisième place gagnée par le candidat numéro 7 Diambilayi Onesime (Maestro) de la province du Kasaï, plus bercé dans la musique gospel.
Durant les primes la compétition était accompagnée des jurés tels que les chanteurs Koffi Olomidé, Jean Goubald Kalala, le producteur Elvis Adidiema de Sony music Afrique, ainsi que le manager Grâce Kaumba.

## Justice
Vodacom Best of the Best se retrouve en 2015 dans une affaire litigieuse lorsqu’un pasteur, chanteur de Gospel, Moise Mbiye, réclame ses droits d’auteur pour l’une de ses chansons interprétée par l’un des candidats du concours alors que durant toute la saison 4, comme il est de coutume depuis le premier événement de cette émission de téléréalité, des chansons de plusieurs artistes musiciens sont interprétées sans qu’aucun d’eux en fasse problème. Il n'y a cependant aucune suite sur cette affaire en justice.